# Feisterscharte
Feisterscharte är ett bergspass i Österrike. Det ligger i förbundslandet Steiermark, i den centrala delen av landet. Feisterscharte ligger 2 198 meter över havet.
Nära Feisterscharte finns en linbana och stugan Guttenberghaus. Närmaste samhälle är Ramsau am Dachstein, sydväst om Feisterscharte.
Trakten runt Feisterscharte består i huvudsak av kala bergstoppar och alpin tundra.